# Cannibalizzazione
Il termine cannibalizzazione è utilizzato in più ambiti, sono di seguito riportati i più comuni.

## Trasporti
In questo ambito si ritrovano spesso esempi di riutilizzo di materiali, provenienti da veicoli accantonati od in attesa di distruzione.

### Automobile
I pezzi di ricambio di vecchi modelli di auto reperiti presso i rottamatori costituiscono il più comune esempio di cannibalizzazione.

### Trasporto pubblico
Sempre più spesso i gestori di servizi di trasporto pubblico accantonano un mezzo incidentato o malfunzionante quando nel parco aziendale ne esistono altri simili, al fine di recuperare facilmente ed a costo zero pezzi di ricambio, specie se si tratta di modelli fuori produzione.
Pezzi fortemente richiesti sono fari, paraurti, specchietti, finestrini, sedili. Al contrario, quando le aziende di trasporto intendono conservare vecchi modelli per vendita o per motivi storici, in attesa del restauro, appongono sui vetri cartelli ben visibili con avvisi del tipo "Non cannibalizzare", "Divieto di cannibalizzazione".

## Meccanica ed elettronica
Per cannibalizzazione delle componenti meccaniche o elettroniche di un dispositivo si intende il loro mero riutilizzo in altri dispositivi non necessariamente identici al dispositivo sorgente per ragioni di risparmio economico o per la loro irreperibilità nel mercato (a causa di imprevedibili shortage o in quanto fuori produzione). Si precisa che: le componenti da sostituire e le componenti cannibalizzate potrebbero essere compatibili fra loro ma presentarsi differenti per specifiche in termini di prestazioni oppure per caratteristiche fisiche, meccaniche o elettroniche; il dispositivo sorgente potrebbe non essere guasto, in disuso, inefficiente oppure obsoleto; le componenti del dispositivo ricevente potrebbero non essere idonee per essere a loro volta cannibalizzate e donate al precedente dispositivo sorgente. Un esempio classico sono i dischi sata utilizzati nei: portatili, desktop/workstation/server, nas, rack server, dispositivi di acquisizione-riproduzione audio o video, ecc. Difatti il disco sata può essere: con dimensioni fisiche di 3,5" o di 5,25"; hdd (con componenti meccaniche) o ssd (privo di componenti meccaniche); con power loss protection (per la protezione dei dati qualora manchi improvvisamente la corrente elettrica o qualora si verifichino spegnimenti della macchina indesiderati) oppure privo di power loss protection; di dimensione di memoria di archiviazione differente con effetti sul potenziale uso del disco cannibalizzato in sé ovvero se come disco di boot (e quindi con una dimensione di archiviazione massima in base alla compatibilità con il bootloader in uso nel dispositivo ricevente) o se come componente per l'archiviazione pura; ecc.. Quindi l'idoneità del disco sata "cannibalizzato" con il dispositivo ricevente dipenderà soltanto: dalle dimensioni dell'alloggiamento del dispositivo ricevente; dall'impiego nel dispositivo ricevente del disco cannibalizzato dal dispositivo sorgente.
Per quanto riguarda la meccanica in senso stretto possono essere citati: gli sfasciacarrozze per auto-moto veicoli ed il relativo mercato delle componenti usate; gli aeromobili civili e militari (quest'ultimi in particolare si approvvigionano di ingenti flotte di aeromobili per poi destinare alcuni aeromobili delle flotte acquistate alla cannibalizzazione sin dalla loro consegna dal produttore); i dispositivi audio-video (dai pulsanti al rullo dove scorre il nastro magnetico); ecc..  In pratica il principio cardine della cannibalizzazione è che non si butta via niente ed è un metodo utilizzato nel "fai da te" (in inglese "do it your self" o "DIY"), nonché nei sistemi modulari. Diversi canali YouTube e televisivi (italiani o stranieri), per ottenere visibilità ed invogliare il pubblico alla loro visione, sono incentrati sul riutilizzo di componenti meccaniche o elettroniche estratte da dispositivi cannibalizzati per riparare o personalizzare dispositivi terzi. Il diritto alla riparazione per dispositivi elettronici, osteggiato da diverse case di produzione hardware e software, prevede anche tale pratica pur di ripristinare o personalizzare un dispositivo di proprio interesse per ragioni economiche o semplicemente affettive.

## Economia
Con il termine cannibalizzazione, in ambito economico, si intende quel fenomeno per il quale il profitto aziendale tende a diminuire drasticamente per effetto dell'introduzione sul mercato, da parte dell'azienda stessa, di un nuovo prodotto di basso valore.
L'introduzione di un nuovo prodotto prevede un forte investimento e un duplice rischio sia economico di breve che di lungo periodo in termini di quote di mercato per quei prodotti già maturi. Da non sottovalutare ad esempio lo spostamento di fascia di clienti aziendali già acquisiti che passando da un prodotto di alto livello a uno più economico abbassano ancor più il profitto.